# Entrada do Exército Branco em Kiev (1919)
A Entrada do Exército Branco em Kiev (na historiografia ucraniana, o evento também é conhecido como a Catástrofe de Kiev) entrada na cidade do Exército Branco Russo após sua libertação do Exército Vermelho por unidades da República Popular da Ucrânia.

## História
Após a derrota das Potências Centrais na Primeira Guerra Mundial, o regime fantoche de Skoropadski também desapareceu e o Diretório chegou ao poder na Ucrânia. No entanto, durante a ofensiva das tropas soviéticas no oeste no início de 1919, os partidários da República Popular da Ucrânia não conseguiram manter Kiev e, em 5 de fevereiro, a capital foi novamente capturada pelo Exército Vermelho . No verão de 1919, o Exército Branco lançou uma ofensiva que mudou significativamente o equilíbrio de poder na região. 

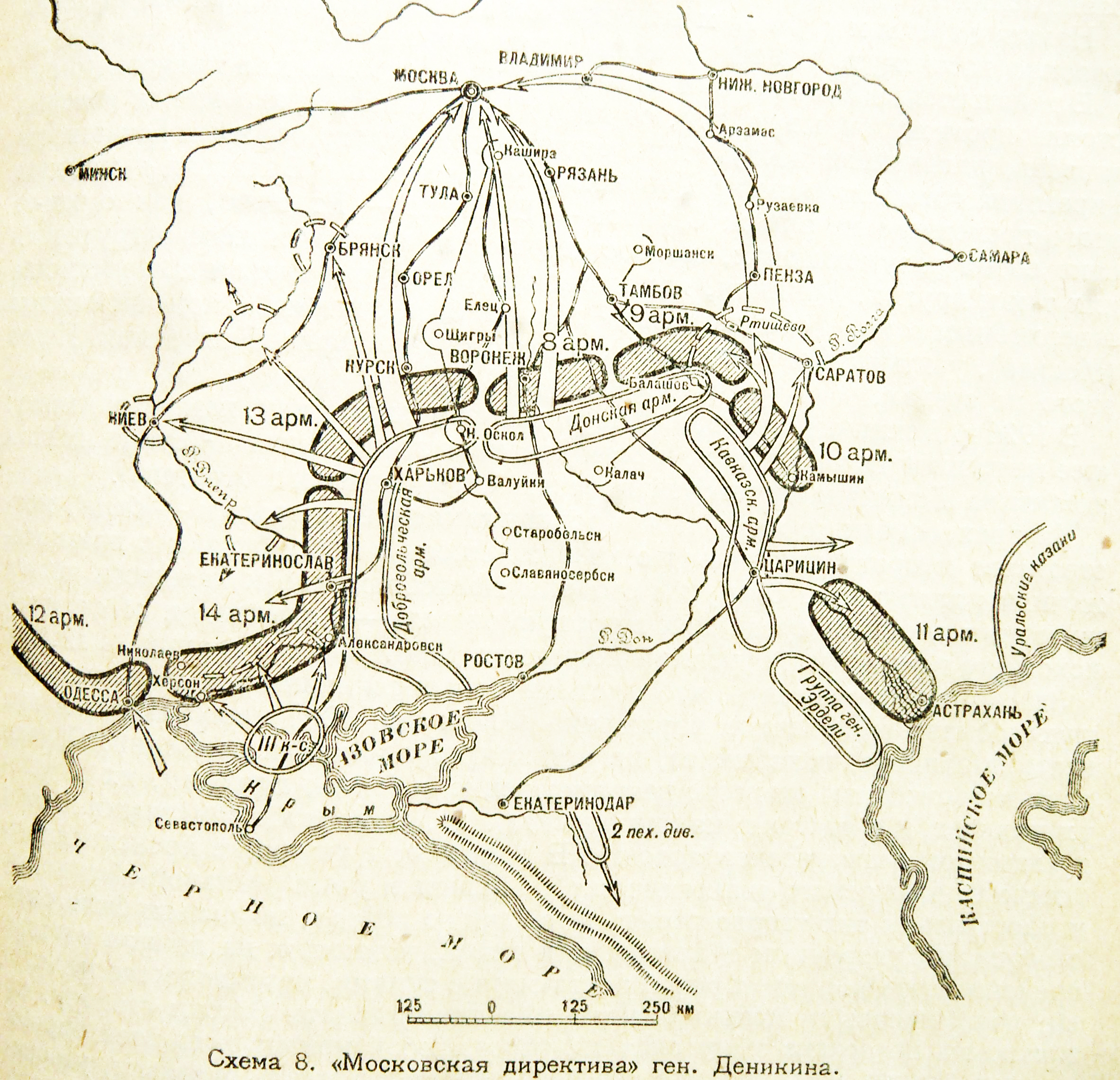
Mapa de batalha

Não tendo poder para mudar nada na frente, os bolcheviques intensificaram a repressão na retaguarda. O número de habitantes de Kiev presos pela Cheka à menor suspeita de “contra-revolução” é estimado em centenas. Muitos deles morreram sob tortura nos últimos dias antes da retirada das tropas soviéticas . O exército RPU lançou um ataque à capital pelo oeste e em 30 de agosto ela foi libertada dos bolcheviques. Ao mesmo tempo, as tropas brancas, compostas principalmente por russos, começaram a avançar do leste e entraram em confronto com o Exército RPU. Antecipando a inevitabilidade de um encontro com os brancos, o comando ucraniano emitiu a seguinte ordem: “Em caso de encontro com as unidades brancas, é necessário abster-se de quaisquer ações hostis e não reagir às suas provocações” .
Em 31 de agosto de 1919, quando pela manhã as unidades ucranianas marcharam solenemente em coluna até a Praça da Duma (Praça da Independência), as unidades avançadas dos Brancos entraram na cidade pelas pontes sobre o rio Dnipro. Por volta do meio-dia, unidades ucranianas estavam estacionadas na Praça Duma, perto da então Câmara Municipal de Kiev, em cuja varanda estava pendurada uma bandeira ucraniana. As negociações entre as autoridades da cidade e as tropas ucranianas já começaram .
Às 14h, os brancos também compareceram à Câmara Municipal. A população acolheu com entusiasmo os seus libertadores dos bolcheviques – o Exército Branco e o Exército da República Popular Ucraniana. Esquadrões brancos alinharam-se ao lado das tropas da RPU. Às cinco horas da tarde, o general Kravs chegou à prefeitura, onde já estavam localizados o comando e as unidades dos brancos, para receber o desfile das unidades ucranianas. O comandante de uma das esquadras brancas, apresentando-se ao general, pediu autorização para a sua unidade participar no desfile e instalar o tricolor russo junto à bandeira ucraniana, que já paira sobre a Câmara Municipal. Kravs concordou com ambos os pedidos .

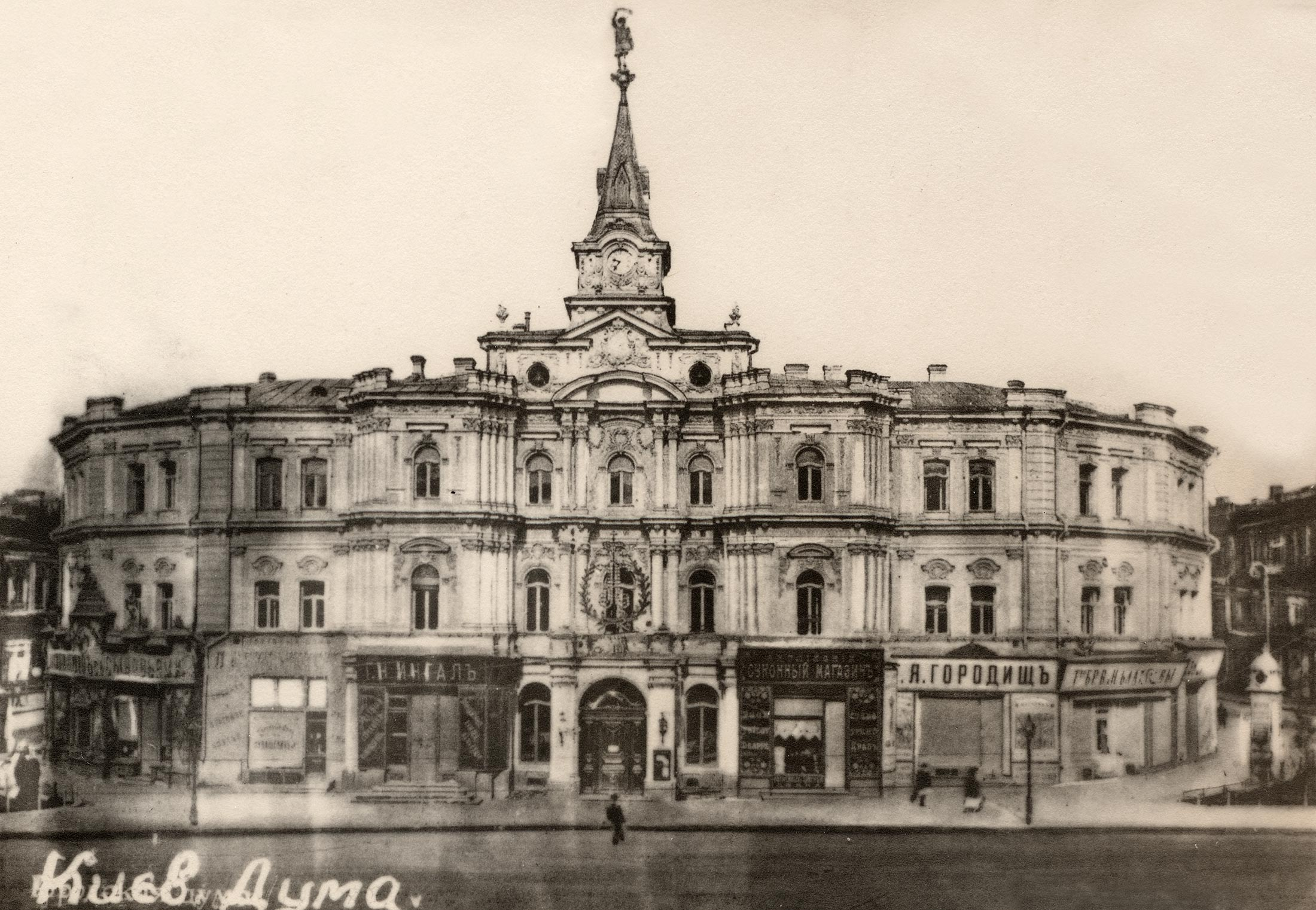
A então Câmara Municipal (o edifício foi destruído durante a Segunda Guerra Mundial)

A aparição do tricolor russo causou uma explosão de entusiasmo entre milhares de kyivanos que lotaram a Praça Duma e Khreshchatyk. Naquele momento, a unidade militar ucraniana de Volodymyr Salsky (a quem o general Kravs também nomeou comandante de Kiev) cruzou solenemente a praça. Ao ver a bandeira russa na prefeitura, ele ordenou que ela fosse retirada. Um de seus soldados subiu na varanda, arrancou a bandeira russa e jogou-a no chão, na poeira sob os cascos dos cavalos .
Por causa disso, a multidão na praça ficou furiosa. Um dos oficiais da cavalaria branca aproximou-se de Salsky e tentou matá-lo com um sabre, mas caiu, dilacerado pelos sabres ucranianos. O tiroteio começou na praça. As tropas brancas dispararam uma saraivada para o ar. As pessoas na multidão atiraram em ucranianos e atiraram granadas. As tropas da UPR fugiram às pressas da Praça Duma. Por toda Kiev, os brancos começaram a desarmar e capturar unidades ucranianas. No total, até três mil soldados do exército UPR foram desarmados e capturados .
A situação começou a ser salva pelo General Kraus, que não aprovava o comportamento das tropas da UPR - veio para negociações ao quartel-general do General Bredov, que manteve Kraus no corredor por várias horas antes de aceitá-lo. Kravs, para chamar a atenção para o facto de o general russo não o tratar como igual, foi mesmo forçado a ir a uma manifestação - declarar-se "prisioneiro" de Bredov e entregar as suas armas pessoais. Depois disso, as negociações começaram no final da noite, que durou cerca de quatro horas. Bredov disse inicialmente a Kravs que "Kyiv nunca será ucraniana" e que não poderia haver negociações com a delegação militar da UPR: "... que não venham, caso contrário serão presos e fuzilados como traidores e bandidos. ». Bredov exigiu a retirada imediata as tropas ucranianas de Kiev .

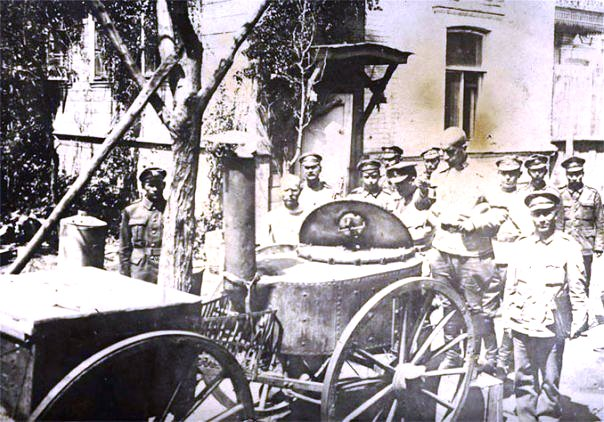
Bredov inspeciona a cozinha militar

Em 1º de setembro de 1919, foi concluído um tratado entre os ucranianos e o Exército Branco. Kravs assinou uma ordem para retirar as tropas ucranianas de Kiev, 25 quilómetros a oeste, e para não tomar quaisquer medidas hostis contra os brancos; após o que as partes trocaram prisioneiros mutuamente e devolveram armas às unidades desarmadas. Devido às ações de Salsky, a vitória das tropas ucranianas em 24 horas se transformou em derrota. Na manhã de 1º de setembro de 1919, a ordem do General Bredov foi afixada nos pilares de Kiev: "...Kiev retorna à Rússia». Em 2 de setembro de 1919, o governo da República Popular da Ucrânia emitiu um apelo ao povo ucraniano, no qual reconheceu efetivamente o estado de guerra com o Comando Geral das Forças Armadas do Sul da Rússia. Em 3 de setembro de 1919, Symon Petliura, inesperadamente para os ucranianos, concluiu um acordo com a Polônia, entregando-lhe a Galiza - a terra pela qual foi travada a Guerra Polaco-Ucraniana .

"Triângulo da morte". Ucrânia no outono de 1919 (os territórios controlados pela República Popular da Ucrânia estão marcados em amarelo, os territórios controlados pelos brancos estão marcados em verde)

Em 13 de setembro de 1919, iniciaram-se as negociações entre a delegação da UPR e o comando do Sul da Rússia. Os Brancos continuaram a insistir nas suas exigências iniciais: "O Exército Branco defende o lema de restaurar uma Rússia unida e indivisível dentro das fronteiras anteriores à guerra, com uma introdução significativa de ampla autonomia para a Ucrânia e a conclusão das negociações. Isto só será possível se as autoridades ucranianas aderirem a este slogan. O exército ucraniano pode ser neutro ou hostil em relação a nós e, no primeiro caso, deve reconhecer o comando supremo do general Denikin." Tais condições eram absolutamente inaceitáveis para o lado ucraniano. As negociações falharam .
O Presidente finlandês Lauri Kristian Relander citou o facto de os Brancos, tal como os Vermelhos, estarem a lutar contra os patriotas ucranianos como uma das razões pelas quais se recusou a ajudar o Exército Branco quando este recuou no Outono de 1919 para lutar por Petrogrado. Após as batalhas contra o Exército Vermelho em 16 de dezembro de 1919, o Exército Branco perdeu Kiev . Em janeiro de 1920, durante a retirada, as unidades brancas sob o comando de Bredov foram isoladas das forças principais e forçadas a realizar a famosa campanha de Bredov .

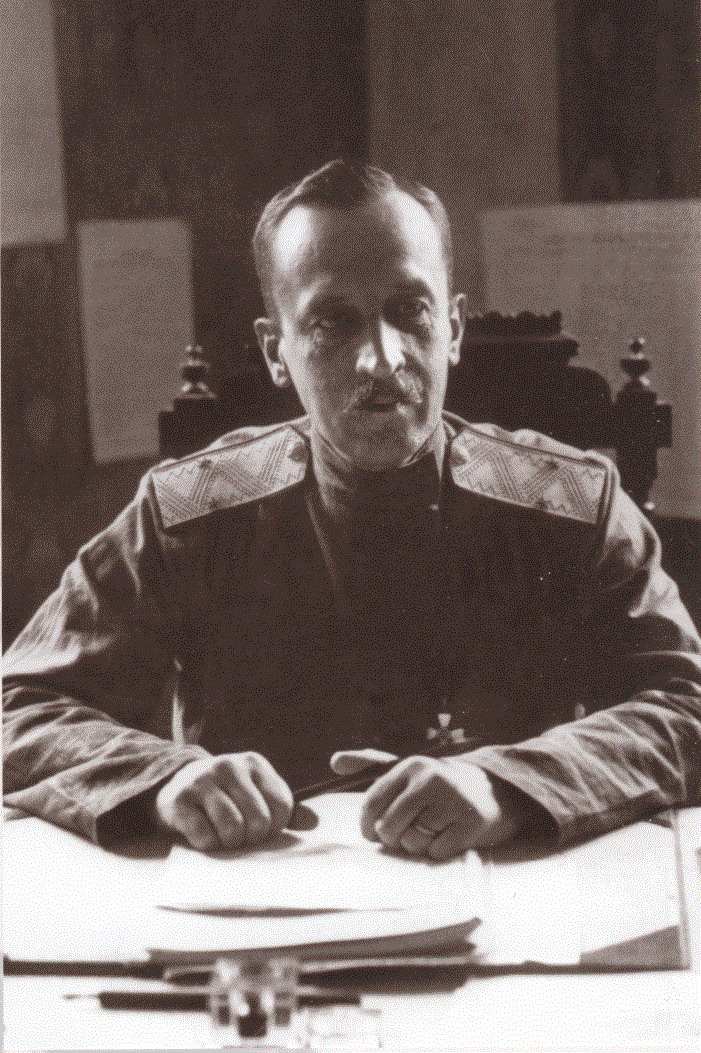
Nikolai Bredov
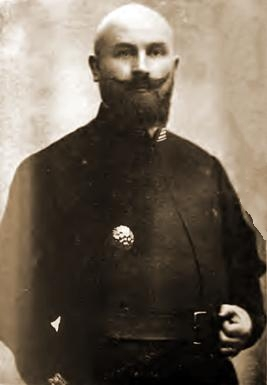
Volodymyr Salsky
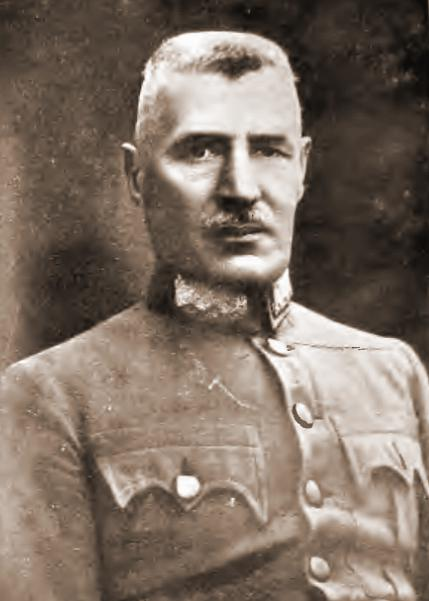
Antin Kraus